# NGC 3185
NGC 3185 (другие обозначения — UGC 5554, MCG 4-24-24, ZWG 123.34, HCG 44C, IRAS10148+2156, PGC 30059) — спиральная галактика с перемычкой (SBa) в созвездии Льва. Открыта Джорджем Стони в 1850 году.
Этот объект входит в число перечисленных в оригинальной редакции «Нового общего каталога».
Галактика NGC 3185 входит в состав группы галактик NGC 3227. Помимо NGC 3185 в группу также входят ещё 15 галактик.
Галактика относится к сейфертовским, в ней наблюдается ультраяркий рентгеновский источник XMMU J101737.4+214145. Также в галактике наблюдается радиоизлучение, которое может быть частично создано звездообразованием в центральной части галактики. В ультрафиолетовом и в инфракрасном диапазоне наблюдается кольцо вокруг галактики из вещества, в котором происходит звездообразование.